# Großer Preis von Australien 1986
Der Große Preis von Australien 1986 (offiziell LI Foster's Australian Grand Prix) fand am 26. Oktober auf dem Adelaide Street Circuit in Adelaide statt und war das 16. und letzte Rennen der Formel-1-Weltmeisterschaft 1986.
Neben den beiden Williams-Piloten Nigel Mansell, dem bis dato Führenden in der Weltmeisterschaft, und Nelson Piquet hatte noch der McLaren-Pilot Alain Prost Chancen auf den Weltmeistertitel. Die Entscheidung fiel durch einen Reifenschaden Mansells, wodurch Prost Rennen und Weltmeisterschaft gewann.

## Berichte

### Hintergrund
Nach dem Großen Preis von Mexiko führte Mansell die Fahrerwertung mit einem Vorsprung von sechs Punkten auf Prost und sieben Punkten auf Piquet an. Für den Titelgewinn hätte Mansell ein dritter Platz in jedem Fall gereicht, während Prost und Piquet unbedingt gewinnen mussten. Williams-Honda führte in der Konstrukteurswertung mit 48 Punkten Vorsprung auf McLaren-TAG und mit 78 Punkten auf Lotus-Renault. Williams-Honda stand schon vorzeitig als Konstrukteursweltmeister fest und auch die Positionen zwei und drei waren endgültig.
Der Große Preis von Australien war das letzte Rennen für Keke Rosberg (Weltmeister 1982) und von Alan Jones (Weltmeister 1980) bei seinem Comeback. Außerdem bestritten Allen Berg, Johnny Dumfries, Huub Rothengatter und Patrick Tambay in Adelaide ihr letztes Formel-1-Rennen.
Nach der Saison 1986 zogen sich das Team Haas und Renault als Motorenlieferant zurück.
Mit Rosberg (einmal) trat der einzige ehemalige Sieger in der Formel-1-Weltmeisterschaft zu diesem Grand Prix an. Mit Prost und Jones (jeweils einmal) traten zwei weitere ehemalige Sieger zu diesem Grand Prix, der bis 1984 nicht zur Formel-1-Weltmeisterschaft zählte, an.

### Training
Im freien Training am Freitag erzielte Mansell die schnellste Rundenzeit vor seinem Teamkollegen Piquet. Auf dem dritten Platz lag Ligier-Renault-Pilot René Arnoux. Im freien Training am Samstag setzte sich Prost an die Spitze des Feldes. Die Plätze zwei und drei belegten Gerhard Berger und Arnoux.

### Qualifying
Im ersten Qualifying am Freitag, bei dem es zeitweise regnete, erzielte Mansell die schnellste Runde vor Prost und Piquet. Im zweiten Qualifikationstraining am Samstag konnte der Brite seine Rundenzeit verbessern und war erneut der schnellste Pilot. Zweiter wurde Piquet vor Ayrton Senna.
Mansell sicherte sich die Pole-Position mit 0,311 Sekunden Vorsprung auf seinen Teamrivalen Piquet. Senna wurde Dritter und lag vor Prost, der mehr als eine Sekunde Rückstand auf die schnellste Runde hatte.

### Warm Up
Im Warm Up am Sonntagmorgen war Senna der schnellste Pilot vor Prost und Mansell.

### Rennen
Mansell hatte einen schlechten Start und verlor vor der Wakefield-Kurve die Führung an Senna, kurz darauf wurde er von Piquet und Rosberg überholt. Piquet übernahm noch in der ersten Runde die Führung, während Senna Platz um Platz verlor und bis zu seinem Ausfall in Runde 43 keine Rolle mehr für den Rennausgang spielte. In Runde sieben überholte Rosberg Piquet, der somit in seinem letzten Grand Prix das Feld anführte. Piquet drehte sich in Runde 23 und verlor einige Positionen, sein Auto blieb jedoch unbeschädigt. Prost musste wenig später wegen eines platten Reifens an die Box. Die Goodyear-Techniker untersuchten dessen Pneus und waren fälschlich der Ansicht, dass ihre Fahrer keinen planmäßigen Boxenstopp zum Reifenwechseln benötigen würden.
Die Entscheidung des Großen Preises und der Weltmeisterschaft fiel im letzten Rennviertel. Rosberg führte klar vor dem wieder auf Platz zwei vorgestoßenen Piquet, Mansell und Prost. In Runde 63 musste Rosberg auf der Brabham-Geraden wegen eines Reifenschadens aufgeben – an der gleichen Stelle, wo Rosbergs Vorgänger bei McLaren, Niki Lauda, im Jahr zuvor ebenfalls im letzten Formel-1-Rennen seiner Karriere und in Führung liegend wegen eines Bremsdefektes ausfiel. Nur eine Runde später erlitt Mansell, der kurz zuvor von Prost passiert wurde, aber noch immer auf dem sicheren dritten Platz lag, an gleicher Stelle beim Überrunden von Philippe Alliots Ligier einen Reifenschaden bei Höchstgeschwindigkeit. Durch seine Fahrzeugbeherrschung war er in der Lage, seinen Williams in die Auslaufzone zu steuern. Mansells Teamkollege Piquet wurde danach sofort zum Reifenwechsel an die Box geholt, wodurch Prost in Führung ging und schließlich mit 4,2 Sekunden Vorsprung auf Piquet das Rennen und somit die Weltmeisterschaft 1986 gewann. Mansell wurde vor Piquet Vizeweltmeister.
Dritter des Großen Preises von Australien wurde der Ferrari-Pilot Stefan Johansson, der von Benzinproblemen der Tyrrell-Fahrer Martin Brundle und Philippe Streiff, die auf den Plätzen vier und fünf gewertet wurden, profitierte. Dumfries erzielte als Sechster den letzten Punkt.

## Meldeliste
| Team                           | Nr. | Fahrer             | Chassis        | Motor                  | Reifen |
| ------------------------------ | --- | ------------------ | -------------- | ---------------------- | ------ |
| Marlboro McLaren International | 01  | Alain Prost        | McLaren MP4/2C | TAG 1.5 V6t            | G      |
| Marlboro McLaren International | 02  | Keke Rosberg       | McLaren MP4/2C | TAG 1.5 V6t            | G      |
| Data General Team Tyrrell      | 03  | Martin Brundle     | Tyrrell 015    | Renault 1.5 V6t        | G      |
| Data General Team Tyrrell      | 04  | Philippe Streiff   | Tyrrell 015    | Renault 1.5 V6t        | G      |
| Canon Williams Honda Team      | 05  | Nigel Mansell      | Williams FW11  | Honda 1.5 V6t          | G      |
| Canon Williams Honda Team      | 06  | Nelson Piquet      | Williams FW11  | Honda 1.5 V6t          | G      |
| Motor Racing Developments      | 07  | Riccardo Patrese   | Brabham BT55   | BMW 1.5 L4t            | P      |
| Motor Racing Developments      | 08  | Derek Warwick      | Brabham BT55   | BMW 1.5 L4t            | P      |
| John Player Special Team Lotus | 11  | Johnny Dumfries    | Lotus 98T      | Renault 1.5 V6t        | G      |
| John Player Special Team Lotus | 12  | Ayrton Senna       | Lotus 98T      | Renault 1.5 V6t        | G      |
| West Zakspeed Racing           | 14  | Jonathan Palmer    | Zakspeed 861   | Zakspeed 1.5 L4t       | G      |
| West Zakspeed Racing           | 29  | Huub Rothengatter  | Zakspeed 861   | Zakspeed 1.5 L4t       | G      |
| Team Haas (USA) Ltd            | 15  | Alan Jones         | Lola THL2      | Ford 1.5 V6t           | G      |
| Team Haas (USA) Ltd            | 16  | Patrick Tambay     | Lola THL2      | Ford 1.5 V6t           | G      |
| Barclay Arrows BMW             | 17  | Christian Danner   | Arrows A8      | BMW 1.5 L4t            | G      |
| Barclay Arrows BMW             | 18  | Thierry Boutsen    | Arrows A8      | BMW 1.5 L4t            | G      |
| Benetton Formula Ltd.          | 19  | Teo Fabi           | Benetton B186  | BMW 1.5 L4t            | P      |
| Benetton Formula Ltd.          | 20  | Gerhard Berger     | Benetton B186  | BMW 1.5 L4t            | P      |
| Osella Squadra Corse           | 21  | Piercarlo Ghinzani | Osella FA1G    | Alfa Romeo 1.5 V8t     | P      |
| Osella Squadra Corse           | 22  | Allen Berg         | Osella FA1F    | Alfa Romeo 1.5 V8t     | P      |
| Minardi Team SpA               | 23  | Andrea de Cesaris  | Minardi M186   | Motori Moderni 1.5 V6t | P      |
| Minardi Team SpA               | 24  | Alessandro Nannini | Minardi M185B  | Motori Moderni 1.5 V6t | P      |
| Equipe Ligier                  | 25  | René Arnoux        | Ligier JS27    | Renault 1.5 V6t        | P      |
| Equipe Ligier                  | 26  | Philippe Alliot    | Ligier JS27    | Renault 1.5 V6t        | P      |
| Scuderia Ferrari SpA SEFAC     | 27  | Michele Alboreto   | Ferrari F1/86  | Ferrari 1.5 V6t        | G      |
| Scuderia Ferrari SpA SEFAC     | 28  | Stefan Johansson   | Ferrari F1/86  | Ferrari 1.5 V6t        | G      |

## Klassifikationen

### Qualifying
| Pos. | Fahrer             | Konstrukteur           | Qualifikationstraining 1 | Qualifikationstraining 1 | Qualifikationstraining 2 | Qualifikationstraining 2 | Start |
| Pos. | Fahrer             | Konstrukteur           | Zeit                     | Ø-Geschwindigkeit        | Zeit                     | Ø-Geschwindigkeit        | Start |
| ---- | ------------------ | ---------------------- | ------------------------ | ------------------------ | ------------------------ | ------------------------ | ----- |
| 01   | Nigel Mansell      | Williams-Honda         | 1:19,255                 | 171,699 km/h             | 1:18,403                 | 173,565 km/h             | 01    |
| 02   | Nelson Piquet      | Williams-Honda         | 1:20,088                 | 169,913 km/h             | 1:18,714                 | 172,879 km/h             | 02    |
| 03   | Ayrton Senna       | Lotus-Renault          | 1:21,302                 | 167,376 km/h             | 1:18,906                 | 172,458 km/h             | 03    |
| 04   | Alain Prost        | McLaren-TAG-Porsche    | 1:19,785                 | 170,558 km/h             | 1:19,654                 | 170,839 km/h             | 04    |
| 05   | René Arnoux        | Ligier-Renault         | 1:20,491                 | 169,062 km/h             | 1:19,976                 | 170,151 km/h             | 05    |
| 06   | Gerhard Berger     | Benetton-BMW           | 1:22,260                 | 165,427 km/h             | 1:20,554                 | 168,930 km/h             | 06    |
| 07   | Keke Rosberg       | McLaren-TAG-Porsche    | 1:21,295                 | 167,390 km/h             | 1:20,778                 | 168,462 km/h             | 07    |
| 08   | Philippe Alliot    | Ligier-Renault         | 1:22,765                 | 164,417 km/h             | 1:20,981                 | 168,039 km/h             | 08    |
| 09   | Michele Alboreto   | Ferrari                | 1:21,709                 | 166,542 km/h             | 1:21,747                 | 166,465 km/h             | 09    |
| 10   | Philippe Streiff   | Tyrrell-Renault        | 1:23,262                 | 163,436 km/h             | 1:21,720                 | 166,520 km/h             | 10    |
| 11   | Andrea de Cesaris  | Minardi-Motori Moderni | 1:23,476                 | 163,017 km/h             | 1:22,012                 | 165,927 km/h             | 11    |
| 12   | Stefan Johansson   | Ferrari                | 1:22,050                 | 165,850 km/h             | 1:22,309                 | 165,328 km/h             | 12    |
| 13   | Teo Fabi           | Benetton-BMW           | 1:22,584                 | 164,778 km/h             | 1:22,129                 | 165,691 km/h             | 13    |
| 14   | Johnny Dumfries    | Lotus-Renault          | 1:23,786                 | 162,414 km/h             | 1:22,664                 | 164,618 km/h             | 14    |
| 15   | Alan Jones         | Lola-Ford              | keine Zeit               | –                        | 1:22,796                 | 164,356 km/h             | 15    |
| 16   | Martin Brundle     | Tyrrell-Renault        | 1:24,061                 | 161,882 km/h             | 1:23,004                 | 163,944 km/h             | 16    |
| 17   | Patrick Tambay     | Lola-Ford              | 1:24,584                 | 160,881 km/h             | 1:23,008                 | 163,936 km/h             | 17    |
| 18   | Alessandro Nannini | Minardi-Motori Moderni | 1:25,953                 | 158,319 km/h             | 1:23,052                 | 163,849 km/h             | 18    |
| 19   | Riccardo Patrese   | Brabham-BMW            | 1:23,396                 | 163,173 km/h             | 1:23,230                 | 163,499 km/h             | 19    |
| 20   | Derek Warwick      | Brabham-BMW            | 1:23,552                 | 162,869 km/h             | 1:23,313                 | 163,336 km/h             | 20    |
| 21   | Jonathan Palmer    | Zakspeed               | 1:24,509                 | 161,024 km/h             | 1:23,476                 | 163,017 km/h             | 21    |
| 22   | Thierry Boutsen    | Arrows-BMW             | 1:24,768                 | 160,532 km/h             | 1:24,295                 | 161,433 km/h             | 22    |
| 23   | Huub Rothengatter  | Zakspeed               | 1:25,746                 | 158,701 km/h             | 1:25,181                 | 159,754 km/h             | 23    |
| 24   | Christian Danner   | Arrows-BMW             | 1:25,296                 | 159,539 km/h             | 1:25,233                 | 159,656 km/h             | 24    |
| 25   | Piercarlo Ghinzani | Osella-Alfa Romeo      | 3:03,680                 | 74,085 km/h              | 1:25,257                 | 159,612 km/h             | 25    |
| 26   | Allen Berg         | Osella-Alfa Romeo      | 1:28,912                 | 153,050 km/h             | 1:27,208                 | 156,041 km/h             | 26    |

### Rennen
| Pos. | Fahrer             | Konstrukteur           | Runden | Stopps | Zeit        | Start | Schnellste Runde |
| ---- | ------------------ | ---------------------- | ------ | ------ | ----------- | ----- | ---------------- |
| 01   | Alain Prost        | McLaren-TAG            | 82     | 1      | 1:54:20,388 | 04    | 1:20,979 (69.)   |
| 02   | Nelson Piquet      | Williams-Honda         | 82     | 1      | + 4,205     | 02    | 1:20,787 (82.)   |
| 03   | Stefan Johansson   | Ferrari                | 81     | 0      | + 1 Runde   | 12    | 1:22,136 (74.)   |
| 04   | Martin Brundle     | Tyrrell-Renault        | 81     | 0      | + 1 Runde   | 16    | 1:22,950 (63.)   |
| 05   | Philippe Streiff   | Tyrrell-Renault        | 80     | 0      | DNF         | 10    | 1:22,681 (63.)   |
| 06   | Johnny Dumfries    | Lotus-Renault          | 80     | 0      | + 2 Runden  | 14    | 1:22,464 (69.)   |
| 07   | René Arnoux        | Ligier-Renault         | 79     | 1      | + 3 Runden  | 05    | 1:22,955 (68.)   |
| 08   | Philippe Alliot    | Ligier-Renault         | 79     | 0      | + 3 Runden  | 08    | 1:25,798 (78.)   |
| 09   | Jonathan Palmer    | Zakspeed               | 77     | 0      | + 5 Runden  | 21    | 1:23,866 (68.)   |
| 10   | Teo Fabi           | Benetton-BMW           | 77     | 0      | + 5 Runden  | 13    | 1:25,895 (47.)   |
| –    | Patrick Tambay     | Lola-Ford              | 70     | 0      | + 12 Runden | 17    | 1:24,182 (42.)   |
| –    | Nigel Mansell      | Williams-Honda         | 63     | 0      | DNF         | 01    | 1:21,194 (58.)   |
| –    | Riccardo Patrese   | Brabham-BMW            | 63     | 0      | DNF         | 19    | 1:23,095 (55.)   |
| –    | Keke Rosberg       | McLaren-TAG            | 62     | 0      | DNF         | 07    | 1:21,900 (62.)   |
| –    | Allen Berg         | Osella-Alfa Romeo      | 61     | 0      | + 21 Runden | 26    | 1:33,172 (26.)   |
| –    | Derek Warwick      | Brabham-BMW            | 57     | 0      | DNF         | 20    | 1:23,695 (40.)   |
| –    | Christian Danner   | Arrows-BMW             | 52     | 0      | DNF         | 24    | 1:25,635 (50.)   |
| –    | Thierry Boutsen    | Arrows-BMW             | 50     | 1      | DNF         | 22    | 1:25,351 (48.)   |
| –    | Ayrton Senna       | Lotus-Renault          | 43     | 0      | DNF         | 03    | 1:24,149 (06.)   |
| –    | Gerhard Berger     | Benetton-BMW           | 40     | 0      | DNF         | 06    | 1:24,807 (29.)   |
| –    | Andrea de Cesaris  | Minardi-Motori Moderni | 40     | 0      | DNF         | 11    | 1:26,591 (27.)   |
| –    | Huub Rothengatter  | Zakspeed               | 29     | 0      | DNF         | 23    | 1:26,479 (29.)   |
| –    | Alan Jones         | Lola-Ford              | 16     | 0      | DNF         | 15    | 1:24,585 (15.)   |
| –    | Alessandro Nannini | Minardi-Motori Moderni | 10     | 0      | DNF         | 18    | 1:27,821 (09.)   |
| –    | Piercarlo Ghinzani | Osella-Alfa Romeo      | 2      | 0      | DNF         | 25    | 1:34,172 (02.)   |
| –    | Michele Alboreto   | Ferrari                | 0      | 0      | DNF         | 09    | –                |

## WM-Stände nach dem Rennen
Die ersten sechs des Rennens bekamen 9, 6, 4, 3, 2 bzw. 1 Punkt(e). Streichresultate sind in Klammern gesetzt. In der Fahrerwertung wurden die besten elf Resultate, in der Konstrukteurswertung alle Resultate gewertet.

### Fahrerwertung
| Pos. | Fahrer           | Konstrukteur        | Punkte  |
| ---- | ---------------- | ------------------- | ------- |
| 01   | Alain Prost      | McLaren-TAG-Porsche | 72 (74) |
| 02   | Nigel Mansell    | Williams-Honda      | 70 (72) |
| 03   | Nelson Piquet    | Williams-Honda      | 69      |
| 04   | Ayrton Senna     | Lotus-Renault       | 55      |
| 05   | Stefan Johansson | Ferrari             | 23      |
| 06   | Keke Rosberg     | McLaren-TAG-Porsche | 22      |
| 07   | Gerhard Berger   | Benetton-BMW        | 17      |
| 08   | Jacques Laffite  | Ligier-Renault      | 14      |
| 09   | Michele Alboreto | Ferrari             | 14      |
| 10   | René Arnoux      | Ligier-Renault      | 14      |
| 11   | Martin Brundle   | Tyrrell-Renault     | 8       |
| 12   | Alan Jones       | Lola-Hart/-Ford     | 4       |
| 13   | Johnny Dumfries  | Lotus-Renault       | 3       |
| 14   | Philippe Streiff | Tyrrell-Renault     | 3       |
| 15   | Patrick Tambay   | Lola-Hart/-Ford     | 2       |
| 16   | Teo Fabi         | Benetton-BMW        | 2       |

| Pos. | Fahrer             | Konstrukteur                   | Punkte |
| ---- | ------------------ | ------------------------------ | ------ |
| 17   | Riccardo Patrese   | Brabham-BMW                    | 2      |
| 18   | Christian Danner   | Arrows-BMW / Osella-Alfa Romeo | 1      |
| 19   | Philippe Alliot    | Ligier-Renault                 | 1      |
| 20   | Thierry Boutsen    | Arrows-BMW                     | 0      |
| 21   | Derek Warwick      | Brabham-BMW                    | 0      |
| 22   | Jonathan Palmer    | Zakspeed                       | 0      |
| 23   | Huub Rothengatter  | Zakspeed                       | 0      |
| 29   | Andrea de Cesaris  | Minardi-Motori Moderni         | 0      |
| 24   | Elio de Angelis    | Brabham-BMW                    | 0      |
| 25   | Marc Surer         | Arrows-BMW                     | 0      |
| 26   | Piercarlo Ghinzani | Osella-Alfa Romeo              | 0      |
| 27   | Allen Berg         | Osella-Alfa Romeo              | 0      |
| 28   | Alessandro Nannini | Minardi-Motori Moderni         | 0      |
| –    | Alex Caffi         | Osella-Alfa Romeo              | 0      |
| –    | Ivan Capelli       | AGS-Motori-Moderni             | 0      |
| –    | Eddie Cheever      | Lola-Hart/-Ford                | 0      |

### Konstrukteurswertung
| Pos. | Konstrukteur        | Punkte |
| ---- | ------------------- | ------ |
| 01   | Williams-Honda      | 141    |
| 02   | McLaren-TAG-Porsche | 96     |
| 03   | Lotus-Renault       | 58     |
| 04   | Ferrari             | 37     |
| 05   | Ligier-Renault      | 29     |
| 06   | Benetton-BMW        | 19     |
| 07   | Tyrrell-Ford        | 11     |

| Pos. | Konstrukteur           | Punkte |
| ---- | ---------------------- | ------ |
| 08   | Lola-Hart/-Ford        | 6      |
| 09   | Brabham-BMW            | 2      |
| 10   | Arrows-BMW             | 1      |
| 11   | Zakspeed               | 0      |
| 12   | Osella-Alfa Romeo      | 0      |
| –    | Minardi-Motori Moderni | 0      |
| –    | AGS-Motori Moderni     | 0      |